# Aeródromo de Villaframil
El Aeródromo de Villaframil (OACI: LEVF) es una instalación aeronáutica privada situada en el término municipal de Ribadeo (Lugo, España). El aeródromo está destinado generalmente a la aviación deportiva. Es gestionado por el Club Aéreo de Ribadeo.
Adosado al aeródromo se encuentran las instalaciones de Construcciones Aeronáuticas de Galicia.